# NGC 4866
NGC 4866 هي مجرة تتبع كوكبة العذراء. اكتشفها ويليام هيرشل في 14 يناير 1787.

## روابط خارجية
- NGC 4866 على موقع ويكي سكاي: DSS2, SDSS, GALEX, IRAS, Hydrogen α, X-Ray, Astrophoto, Sky Map, Articles and images